# Super Mario Bros. Film
Super Mario Bros. Film (eng. The Super Mario Bros. Movie), američko-japanski je računalno-animirani pustolovni film iz 2023. godine koji su režirali Aaron Horvath, Michael Jelenic, a napisao Matthew Fogel. Film je nastao u studiu Universal Picturesa, Nintenda i Illumination Entertainmenta, a proizveli su ga Chris Meledandri i Shigeru Miyamoto, dok ga je distribuirao Universal.
Film je temeljen na videoigri Super Mario Bros., koju je osmislio Miyamoto. Premijerno je prikazan 5. travnja 2023. godine u Sjevernoj Americi i drugim područjima, 6. travnja u Hrvatskoj, a 28. travnja 2023. godine u Japanu. Film je dobio pozitivne kritike i postao veliki tržišni uspjeh, zaradivši 671 milijuna američkih dolara širom svijeta.[nedostaje izvor] Film je dostupan na platformi SkyShowtime od 5. studenoga 2023. sa hrvatskom sinkronizacijom.

## Radnja
Film prati braću Maria i Luigija, dvojicu vodoinstalatera iz New Yorka koji se slučajno nađu u fantastičnomu svijetu „Kraljevstva gljiva”. Tamo upoznaju kraljevnu Peach (Breskva), koju je oteo zli kralj Bowser, koji želi iskoristiti moć kovanica da bi pokorio sve svjetove. Mario i Luigi moraju se udružiti s raznim likovima iz Kraljevstva, kao što su Toad (Kornjača), Donkey Kong i Cranky Kong, kako bi spasili princezu i zaustavili Bowsera.

## Glavne uloge i sinkronizacija
| Lik            | Izvorni glas             | Hrvatski glas          |
| -------------- | ------------------------ | ---------------------- |
| Mario          | Chris Pratt              | Tin Rožman             |
| Luigi          | Charlie Day              | Ognjen Milovanović     |
| Princeza Peach | Anya Taylor-Joy          | Vini Jurčić            |
| Toad           | Keegan-Michael Key       | Daniel Dizdar          |
| Bowser         | Jack Black               | Fabijan Pavao Medvešek |
| Donkey Kong    | Seth Rogen               | Goran Vrbanić          |
| Cranky Kong    | Fred Armisen             | Duško Valentić         |
| Spike          | Sebastian Maniscalc      | Marko Juraga           |
| Kamek          | Kevin Michael Richardson | Pero Juričić           |
| Kralj pingvina | Khary Payton             | Robert Ugrina          |
| Mariov otac    | Charles Martinet         | Boris Barberić         |
| Luigijev otac  |                          |                        |
| Giuseppe       |                          |                        |

### Ostali glasovi
- Robert Ugrina
- Iskra Jirsak
- Marko Juraga
- Lovro Juraga
- Mia Krajcar
- Boris Barberić
- Nikica Viličić
- Dražen Bratulić
- Mirta Zečević
- Leon Žilavi

### Sinkronizacija
- Sinkronizacija: Rubikon Sound Factory
- Prijevod i redateljica dijaloga: Lea Anastazija Fleger

## Vanjske poveznice
- Super Mario Bros. Film u internetskoj bazi filmova IMDb-a (engl.)
- Super Mario Bros. Film na Rotten Tomatoes (engl.)